# 앤드류 홀네스
앤드류 마이클 홀네스(영어: Andrew Michael Holness 앤드루 마이클 홀네스[*], 1972년 7월 22일 ~ )는 자메이카의 정치인으로 2016년 자메이카 총선에 이어 2016년 3월 3일부터 자메이카의 총리를 맡고 있다. 홀네스 총리는 2011년 10월부터 2012년 1월 5일까지 총리를 지냈다. 그는 브루스 골딩의 뒤를 이어 총리로 취임했으며 자메이카 유권자들로부터 자신의 권한을 얻기 위해 2011년 12월 29일 총선에서 투표장에 가기로 결정했다. 그러나 그는 포샤 심프슨밀러가 이끄는 인민민족당에 패해 민족당이 자메이카 노동당 21석을 얻어 42석을 얻었다. 그 패배에 이어 홀네스는 2012년 1월부터 2016년 3월까지 야당 대표를 지냈고, 이때 다시 총리직을 맡았다.
홀네스는 자메이카 역사상 최연소 총리에 당선되고 재선된 인물이다. 게다가, 그는 자메이카의 10번째 총리(수상)이다. 그는 1962년 자메이카가 독립한 후 태어난 첫 총리이기도 하다.

## 정치 경력
1997년에 그는 웨스트 센트럴 세인트의 국회의원이 되었다. 앤드류는 1999년부터 2002년까지 국토개발부 야당 대변인을 지냈다. 2002년에 그는 포트폴리오를 하우징과 2005년에 교육으로 바꾸었다. 2007년 9월 교육부 장관에 취임했다.

### 자메이카의 총리
그는 2011년 10월 23일 브루스 골딩의 뒤를 이어 자메이카 노동당의 당수 겸 총리로 취임해 9번째 총리직에 올랐다. 그는 총리로서 교육 포트폴리오를 유지하는 것을 선택했다.

### 2011년 선거
2011년 12월 5일 홀네스는 2011년 12월 29일 차기 선거에 전화를 걸었다. 노동당 그들의 본거지에서 캠페인을 벌였고 홀네스는 노동당 정부가 18년간의 통치기간 동안 하지 못한 경제성장과 범죄감축과 같은 업적으로 4년간의 노동당 정부를 부각시켰다. 그러나 노동당은 여론조사에서 민족당에 패해 노동당의 21석 의석수인 42석의 과반수를 얻었다.

### 2016년 선거와 다시 총리
2016년 2월 25일 앤드류 홀네스가 이끄는 자메이카 노동당은 노동당의 31석에 비해 32석을 얻어 전국 선거에서 승리했다. 그의 부인 줄리엣도 의회 의석을 차지했는데, 총리나 야당 지도자와 그의 배우자가 자메이카 의회에 함께 앉는 것은 이번이 처음이다.